# Serhij Baškyrov
Serhij Hennadijovyč Baškyrov (in ucraino Сергій Геннадійович Башкиров?; Šumerlja, 11 marzo 1959 – Dnipro, 19 settembre 2023) è stato un calciatore ucraino (fino al 1991 sovietico), di ruolo difensore.
Era indicato anche con la variante russa del suo nome,  Сергей Геннадьевич Башкиров  (Sergej Gennad'evič Baškirov; traslitterazione anglosassone Sergey Gennadiyevich Bashkirov).

## Carriera

### Club
Durante la sua carriera gioca per Stal Cheboksary, Paxtakor, Krylja Sovetov, Iskra Smolensk, Metalurh Zaporižžja, Dnepr e Rot Weiss Oberhausen, società nella quale chiude la carriera nel 1994. Vanta 5 presenze in Coppa dei Campioni e 7 in Coppa UEFA con il Dnepr, squadra con la quale ha vinto una coppa della federazione, una coppa sovietica e il campionato del 1988.

## Palmarès

### Club

#### Competizioni nazionali
- Vysšaja Liga: 1

Dnepr: 1988
- Superkubok SSSR: 1

Dnepr: 1988
- Kubok Federacii SSSR: 1

Dnepr: 1986